# Bill Haley
William John Clifton Haley (Highland Park, 6 de julho de 1925 - Harlingen, 9 de fevereiro de 1981), também conhecido como Bill Haley, foi um músico de rock and roll.
Ele é creditado por muitos o primeiro a popularizar este tipo de música no início dos anos 1950 com seu grupo Bill Haley & His Comets e a canção "Rock Around the Clock".

## Biografia
Haley nasceu em Highland Park, Michigan e foi criado na Pensilvânia. Em 1946, ele formou seu primeiro grupo profissional, uma banda country chamada Down Homers, depois da qual ele passou a seguir carreira solo. Haley lançou inúmeros compactos country nos anos 40, sem sucesso, enquanto trabalhava de músico itinerante e DJ. Em 1951, ele e sua nova banda, The Saddlemen, resolveram tocar em outro estilo, gravando versões das canções "Rocket 88" e "Rock this Joint" de Jackie Brenston & Delta Cats (na verdade música composta e executada por Ike Turner & The Kings of Rhythm, Jackie Brenston, que assume os vocais nessa gravação era saxofonista dessa banda).
O sucesso relativo alcançado por elas convenceu Haley de que ele poderia ser um roqueiro famoso. Em 1952, os Saddlemen passaram a se chamar Bill Haley & His Comets, e em 1952, a composição de Haley, "Crazy Man Crazy" tornou-se o primeiro rock a entrar nas paradas de sucesso americana.
Em 1953, uma canção chamada "Rock Around the Clock" foi composta para Haley, mas ele só conseguiria gravá-la em 12 de abril de 1954. Inicialmente não obteve sucesso, mas Haley logo alcançaria fama mundial com sua versão de "Shake, Rattle and Roll" de Big Joe Turner, que venderia milhões de cópias. Haley e sua banda foram primordiais ao divulgar a música conhecida como "Rock and Roll" entre o público branco, depois de anos considerada como um movimento underground. Quando "Rock Around the Clock" apareceu na trilha sonora do filme BlackBoard Jungle, encadeou uma revolução musical que abriu as portas para talentos como Elvis Presley. Haley continuou a emplacar sucessos nos anos 50, como "See You Later Alligator", e estrelou o primeiro musical cinematográfico de rock and roll. Sua fama logo seria ultrapassada nos EUA pelo mais famoso e mais sexy Elvis, mas Haley continuaria a ser um grande astro na América Latina e na Europa pelo resto de sua carreira. Seus últimos shows foram na África em 1980. Ele foi incluído no Hall da Fama do Rock and Roll em 1987.
Haley esteve no Brasil em mais de uma oportunidade, a primeira em 1958, a segunda em 1975, mas já sem a mesma repercussão.
Os Comets originais de 1954/55 ainda continuam se apresentando ao redor do mundo. Embora na faixa etária dos 70 aos 82, a banda não mostra sinais de cansaço e recentemente lançou um DVD ao vivo.
Haley faleceu em sua casa no Harlingen, Texas, em 9 de fevereiro de 1981, vítima de um tumor cerebral. Seu corpo foi cremado.